# 命運之愛
命运之爱（Amor fati）是一個拉丁語短語，可译作“對命運的熱愛”或“對自己命運的熱愛”。它指代一種态度，即認為生活中發生的一切，包括痛苦和損失，都是好的，或者至少是必要的。
尼采认为，能够爱自己的命运是判断一个人是否具有伟大心灵的标志。